# Sometime Samurai
"Sometime Samurai" é uma canção j-pop, escrita e produzida pelo músico japonês Towa Tei, sendo cantada pela cantora pop Kylie Minogue para o álbum de Tei, Flash, de 2005. Recebeu uma recepção positiva da crítica musical. A canção foi lançada como o primeiro single promocional, na primavera de 2005 e se transformou na canção de mais sucesso de Towa no Japão, alcançando as dez melhores posições na tabela Tokio Hot 100.

## Faixas
Fonte:

1. "Versão do álbum" — 3:59
2. "ATFC's Bushido Groove Remix" — 7:24
3. "Don Atom 2005 Remix" — 3:55